# روبرت كيروغا
روبرت كيروغا (بالإنجليزية: Robert Quiroga)‏ (10 أكتوبر 1969 بسان أنطونيو في الولايات المتحدة - 16 أغسطس 2004 بسان أنطونيو في الولايات المتحدة) هو ملاكم أمريكي، صنّف ضمن فئة وزن الذبابة الممتاز ‏.

## إحصائيات
خاض خلال مسيرته 22 نزالا، فاز في 20 ولم يتعادل وخسر في 2. فاز بالضربة القاضية في 11 نزالا.

## روابط خارجية
- روبرت كيروغا على موقع بوكس ريك (الإنجليزية) (registration required)